# (14734) Susanstoker
(14734) Susanstoker est un astéroïde de la ceinture principale.

## Description
(14734) Susanstoker est un astéroïde de la ceinture principale. Il fut découvert le 29 février 2000 à Socorro (Nouveau-Mexique) par le projet LINEAR. Il présente une orbite caractérisée par un demi-grand axe de 2,31 UA, une excentricité de 0,20 et une inclinaison de 5,6° par rapport à l'écliptique.

## Compléments